# Vivian Motzfeldt

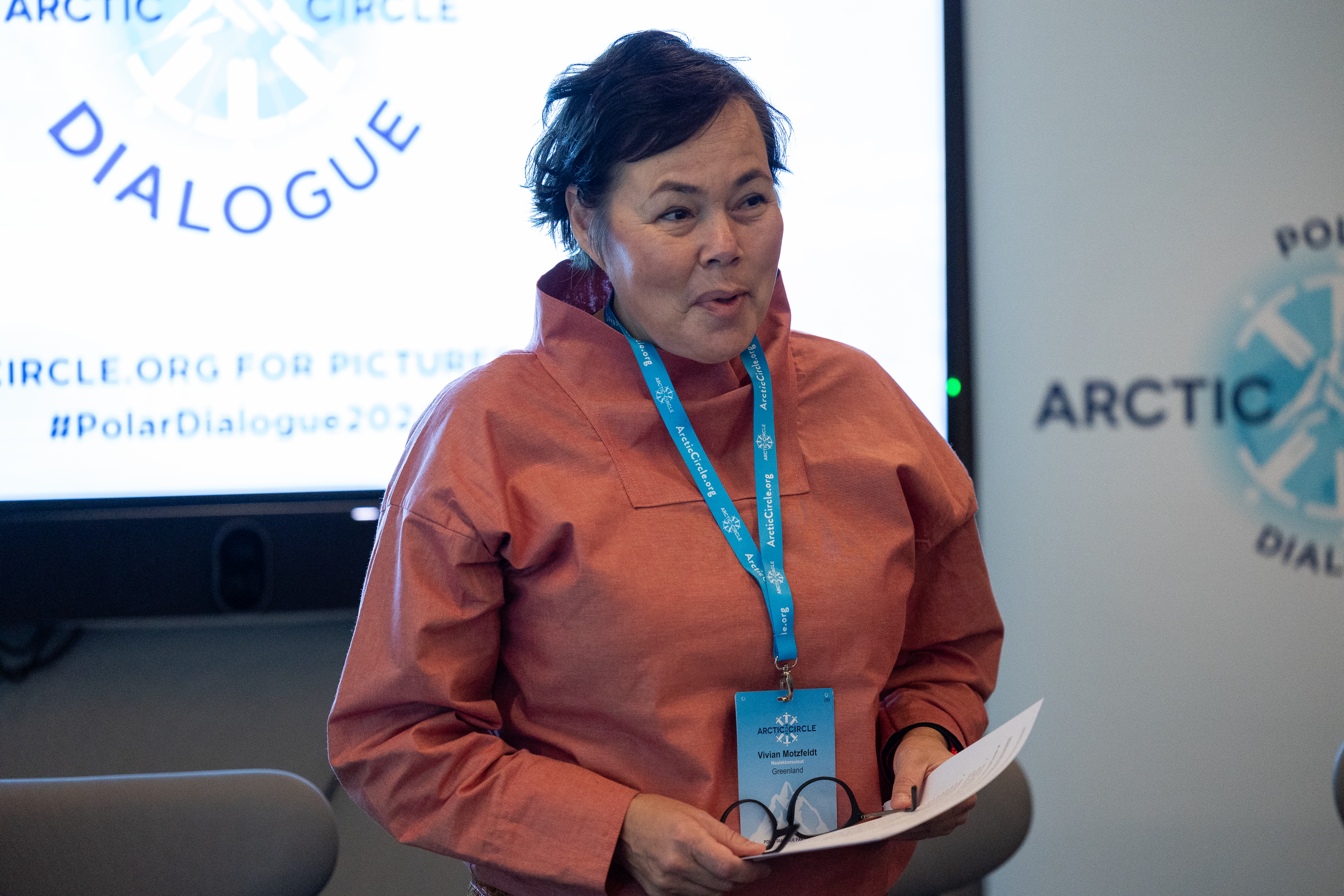
Vivian Motzfeldt spricht an der Versammlung der Organisation Arctic Circle in Reykjavík, 2024

Dorthe Kathrine Vivian Motzfeldt (* 10. Juni 1972 in Qaqortoq) ist eine grönländische Politikerin (Siumut) und Lehrerin.

## Leben

### Frühe Jahre
Vivian Motzfeldt ist die Tochter des Schäfers Christian Motzfeldt († 2021) und seiner Frau Ruth Nielsen († 2014). Ihr Vater war der jüngere Bruder von Josef Motzfeldt (* 1941) und sie somit eine Enkelin von Peter Motzfeldt (1910–1971) und eine Cousine von Nukâka Coster-Waldau (* 1971). Sie wuchs in einer südgrönländischen Schäferfamilie in Upernaviarsuk auf. Sie ist seit dem 25. Juli 1998 mit dem Politiker Jørgen Wæver Johansen (* 1972) verheiratet, mit dem sie vier Kinder hat.
Vivian Motzfeldt besuchte von 1989 bis 1993 das Gymnasium in Qaqortoq, unterbrochen durch ein Auslandsjahr in den Vereinigten Staaten. Von 1994 bis 1997 ließ sie sich am Ilinniarfissuaq zur Lehrerin ausbilden und arbeitete dann ein Jahr an der Nuussuup Atuarfia in Nuuk, bevor sie von 1998 bis 2000 zudem Kultur- und Gesellschaftsgeschichte an der Universität von Grönland studierte. Von 2002 bis 2003 war sie Lehrerin am GUX in Nuuk und dann bis 2005 beim Pädagogikprojekt Matu, das der Resozialisierung gewaltbereiter Jugendlicher dient. Anschließend lehrte sie bis 2007 an der Ukaliusaq in Nuuk. Von 2010 bis 2014 war sie schließlich Lehrerin am Campus Kujalleq in Qaqortoq.

### Politikkarriere
Sie kandidierte erstmals bei der Parlamentswahl 2005 für einen Platz im Inatsisartut, erhielt aber nur 57 Stimmen. Bei der Folketingswahl 2007 verpasste sie mit 263 Stimmen auch einen Platz im Folketing. Das nächste Mal trat sie erst 2014 wieder bei einer Wahl an. Mit 153 Stimmen gelangte sie auf den zweiten Nachrückerplatz. Da mehrere gewählte Politiker der Siumut ins Naalakkersuisut aufrückten, rückte Vivian Motzfeldt ins Parlament nach. 2017 wurde sie Vorstands- und Geschäftsausschussmitglied der Siumut ernannt. Von 2017 bis 2018 war sie Vorsitzende der Verfassungskommission.
Bei der Parlamentswahl 2018 erhielt sie 206 Stimmen und konnte somit erneut in Parlament einziehen. Anschließend wurde sie zur Ministerin für Äußeres, Bildung, Kultur und Kirche im Kabinett Kielsen III ernannt. Nachdem das Kabinett noch im selben Jahr wieder zerbrach, wurde sie am 3. Oktober 2018 zur Vorsitzenden des Inatsisartut ernannt, wo sie Hans Enoksen nachfolgte. Vivian Motzfeldt trat am 29. November 2020 beim Parteitag der Siumut gegen Kim Kielsen und Erik Jensen an, schied aber im ersten Wahlgang mit 7 von 71 Stimmen aus und musste sich Erik Jensen geschlagen geben. Allerdings wurde sie zur Vizeparteivorsitzenden ernannt.
Bei der Parlamentswahl 2021 konnte sie erneut einen Platz im Inatsisartut erzielen. Anschließend wurde sie als Parlamentsvorsitzende von ihrem Vorgänger Hans Enoksen abgelöst. Als die Siumut am 5. April 2022 wieder Teil der Regierung wurde, wurde Vivian Motzfeldt zur Ministerin für Äußeres, Erwerb und Handel im Kabinett Egede II ernannt. Am 25. September 2023 gab sie die Ressorts Erwerb und Handel an Naaja H. Nathanielsen ab und erhielt zudem das neugeschaffene Ressort für Unabhängigkeit.
Bei der Parlamentswahl 2025 erhielt sie den vierten der vier Sitze der Siumut, die ihr Ergebnis mehr als halbierte. Infolgedessen trat Erik Jensen als Parteivorsitzender zurück und Vivian Motzfeldt wurde neue kommissarische Parteivorsitzende. Sie wurde anschließend zur Ministerin für Äußeres und Forschung im Kabinett Nielsen ernannt. Ende Juni 2025 musste sie sich bei der Wahl zum Parteivorsitz mit 19 zu 23 Stimmen der früheren Regierungschefin Aleqa Hammond geschlagen geben.
Für ihren Dienst als Parlamentsvorsitzende wurde sie am 23. September 2021 mit dem Nersornaat in Gold ausgezeichnet.